# Fantasio (ópera)

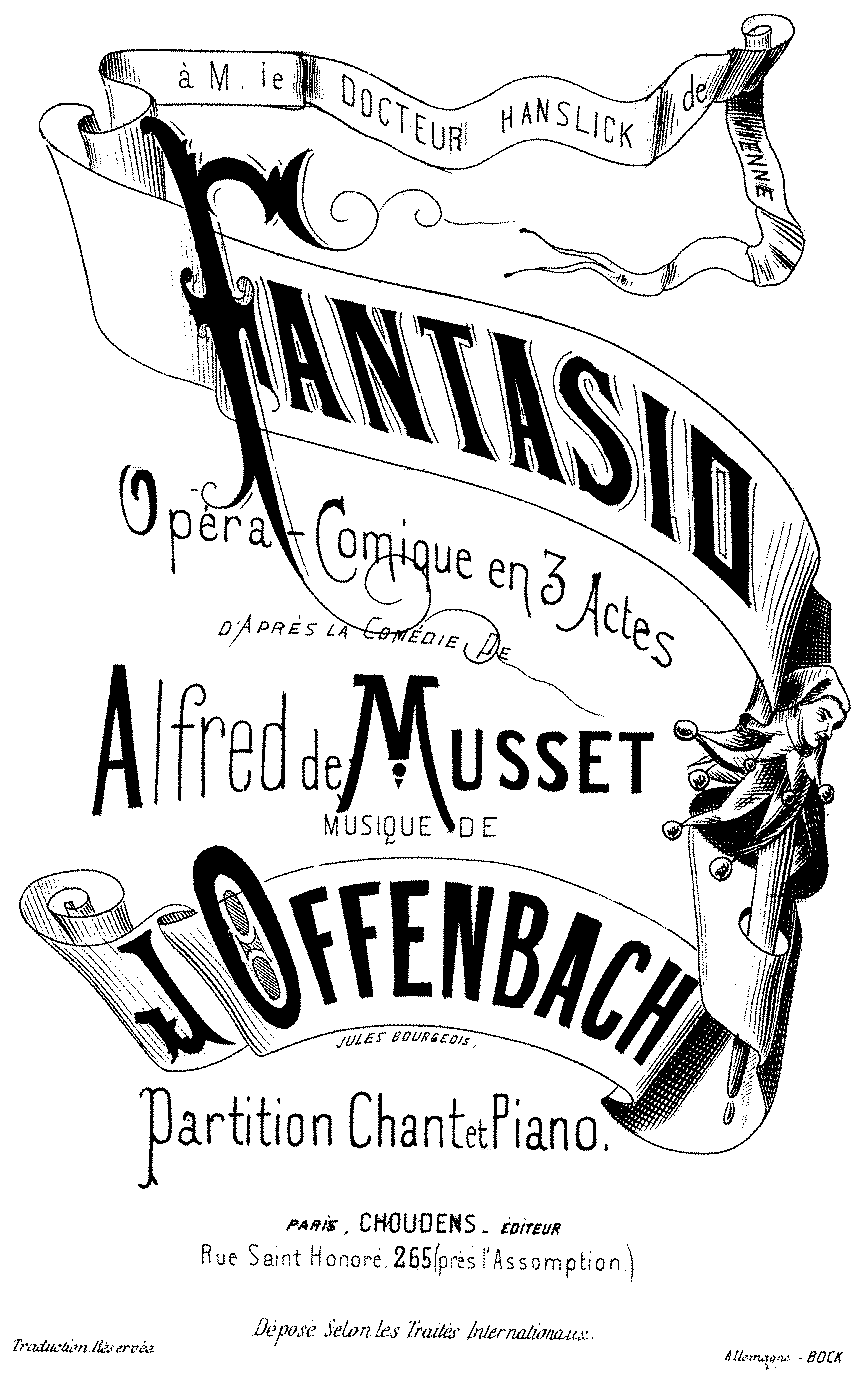
Jacques Offenbach - Fantasio Portada de la partitura para piano.

Fantasio es una opéra-comique en tres actos y cuatro escenas con música de Jacques Offenbach y libreto en francés de Paul de Musset basado en la pieza homónima de su hermano Alfred. Se estrenó el 18 de enero de 1872 en el Opéra-Comique. 
A pesar de que tiene unas cualidades innegables, la ópera no se representó más que catorce veces antes de caer en el olvido. Sólo existe una grabación radiofónica de 1957, en versión alemana modificada. Ha tenido lugar una reposición en la ópera de Metz en 2000, con puesta en escena de Vincent Vittoz.
La partitura revisada ha sido recientemente publicada por el musicólogo Jean-Christophe Keck de Boosey & Hawkes en el marco de la Edición Offenbach Keck.